# Protolycosa
Protolycosa – wymarły rodzaj pająków z podrzędu Mesothelae i rodziny Arthrolycosidae. W zapisie kopalnym znany z pensylwanu w karbonie.

## Morfologia
Pająki te odznaczały się karapaksem w zarysie prawie owalnym, o długości wyraźnie większej niż szerokość, ku przodowi ostro wyciągniętym. Jamka karapaksu miała na przedzie parę płytkich apodem i, z wyjątkiem P. cebennensis, nie była wykształcona w formie głębokiego dołka. W przeciwieństwie do pokrewnej Arthrolycosa za jamką brak było poprzecznej listewki. Sternum było wąskie i wydłużone. Kolejność par odnóży od najdłuższej do najkrótszej to: IV, III, II, I lub IV, II, III, I, co również odróżniało Protolycosa od Arthrolycosa, u której najkrótsza była para druga lub trzecia. U obu tych rodzajów opistosoma miała tergity o niezaokrąglonych krawędziach bocznych zajmujące całą jej szerokość.

## Taksonomia
Rodzaj i gatunek typowy wprowadzone zostały do literatury w 1865 roku przez Carla Ferdinanda von Roemera na łamach „Geological Magazine”, jednak ich formalny opis pióra tego samego autora ukazał się rok później na łamach „Neues Jahrbuch für Mineralogie, Geologie und Palaeontologie”. Jeszcze na początku XX wieku umieszczany był wśród Arthrolycosidae. W 1923 roku Aleksandr Pietrunkiewicz przeniósł go do rodziny Arthromygalidae i taką klasyfikację stosowano jeszcze w drugiej dekadzie XXI wieku. W 2021 roku Paul A. Selden dokonał rewizji rodzaju i umieścił go z powrotem w Arthrolycosidae, definiowanych inaczej niż w publikacji Pietrunkiewicza.
Do rodzaju tego zalicza się cztery opisane gatunki:
- Protolycosa anthracophila Römer, 1865 – znany z pojedynczej, datowanej na baszkir skamieniałości odnalezionej w karbonie produktywnym między Mysłowicami a Katowicami na terenie polskiej części Górnośląskiego Zagłębia Węglowego[4][1]. Holotyp zdeponowany został w muzeum we Wrocławiu i zaginął, przypuszczalnie w czasie II wojny światowej. Ciało miało 10,9 mm długości przy karapaksie długości 5 mm i szerokości 3,8 mm oraz opistosomie długości 5,7 mm i szerokości 3,3 mm. Karapaks był dłuższy niż szeroki, najszerszy tuż za środkiem, ku przodowi zwężony, na przedniej krawędzi spiczasty z wyraźnym wcięciem. Jamka leżała w tylnej połowie karapaksu. Odnóża były grube i nieco dłuższe od ciała, gęsto porośnięte szczecinkami. Stosunek długości uda pierwszej pary do długości karapaksu wynosił 1,5. Stosunek długości, odnóża pierwszej pary do odnóża ostatniej pary, mierzonych od uda do nadstopia, wynosił 0,72. Wierzch opistosomy nakrywało osiem tergitów zaopatrzonych w nabrzmiałości oraz z szeregiem dużych guzków[1].
- Protolycosa cebennensis Laurentiaux-Vieira et Laurentiaux, 1963 – znany z pojedynczej, datowanej na moskow skamieniałości odnalezionej w warstwie Le Pin zagłębia La Grand’Combe na terenie Cévennes we francuskim Masywie Centralnym[8][1]. Karapaks miał 12 mm długości, 8,2 mm szerokości i prawie eliptyczny zarys z gruszkowatą częścią głowową. Umieszczona w około ⅔ długości karapaksu jamka była głęboka, zaopatrzona w parę apodem, ku przodowi delikatniej niż ku tyłowi wypłycająca się. Bardziej kulistawą niż u gatunku typowego opistosomę nakrywało co najmniej pięć pozbawionych nabrzmiałości tergitów o delikatnie zakrzywionych krawędziach tylnych, każdy z szeregiem dużych, gęściej niż u gatunku typowego rozmieszczonych guzków wzdłuż krawędzi tylnej[1].
- Protolycosa danielsi (Petrunkevitch, 1913) – gatunek opisany w 1913 roku przez Aleksandra Pietrunkiewicza pod nazwą Arthrolycosa danielsi[5], do rodzaju Protolycosa przeniesiony w 2021 roku przez Paula Seldena. Znany jest z pojedynczej, datowanej na moskow skamieniałości odnalezionej w ogniwie Francis Creek Shale w formacji Carbondale na terenie Mazon Creek w amerykańskim stanie Illinois. Ciało miało 15,3 mm długości przy karapaksie długości 6 mm i szerokości 5,1 mm, na przedzie wyciągniętym w trójkątny wyrostek i zaopatrzonym we wzgórek oczny. Jamka leżała w ⅔ długości karapaksu. Odnóża były długie i grube. Stosunek długości uda pierwszej pary do długości karapaksu wynosił 1,1. Opistosoma była wyraźnie dłuższa od karapaksu, z wierzchu nakryta co najmniej siedmioma tergitami, każdy z szeregiem dużych guzków wzdłuż tylnej krawędzi[1].
- Protolycosa suazoi Selden, 2021 – znany z pojedynczej skamieniałości odnalezionej w ogniwie Tinajas formacji Atrasado na terenie kamieniołomu Kinney Brick w hrabstwie Bernalillo w amerykańskim stanie Nowy Meksyk. Nazwany na cześć Thomasa L. Suazo, odkrywcy holotypu. Ciało miało co najmniej 11,7 mm długości przy karapaksie długości 5,9 mm i szerokości 4,8 mm. Na spiczastym przedzie prosomy leżał wzgórek z oczami. Leżąca w połowie długości karapaksu jamka miała postać pary wgłębień wypłycających się ku przodowi. Od jamki rozchodziły się promieniście płytkie żłobki. Nogogłaszczki były krótsze od odnóży i pozbawione pazurków. Odnóża były dość krótkie, o krótszych niż nadstopia i zakończonych trzema pazurkami stopach. Stosunek długości uda pierwszej pary do długości karapaksu wynosił 1,8. Stosunek długości, odnóża pierwszej pary do odnóża ostatniej pary, mierzonych od uda do nadstopia, wynosił 0,79. Opistosoma była co najmniej tak długa jak karapaks, z wierzchu nakryta co najmniej sześcioma tergitami, na spodzie pozbawiona zaznaczonej segmentacji[1].